# Штаб-квартира BMW
Штаб-квартира BMW (также известно как 4 цилиндра, Башня BMW; нем. BMW-Vierzylinder, BMW-Turm, BMW-Hochhaus) — небоскрёб в форме четырёх цилиндров, стоящих вплотную друг к другу, в Мюнхене, Германия. В этом здании с момента открытия в 1973 году и по настоящее время находится головной офис компании BMW. Небоскрёб является 5-м по высоте зданием в городе и 66-м по высоте в стране. В 1999 году здание признано «историческим» и находится под защитой государства.

## Строительство, описание
Строительство здания по проекту австрийского архитектора Карла Шванцера велось с 1968 по 1972 год и было завершено как раз к началу Олимпийских игр, проходивших в Мюнхене. Официальное открытие 22-этажного небоскрёба высотой 101 метр состоялось 18 мая 1973 года. Внешне здание создано наподобие четырёхцилиндрового двигателя, а расположенный рядом входящий в архитектурный комплекс музей BMW изображает головку блока цилиндров. Все четыре «цилиндра» стоят не на земле, а на незаметном центральном основании. Диаметр здания — 52,3 метра. Стоимость строительства — 109 миллионов марок. По состоянию на 2013 год в здании работают около 1500 сотрудников.

## Факты
Изначально планировалось расположить на несущей крестовине вверху башни огромный корпоративный логотип, но архитектурное ведомство Мюнхена сочло, что это придаст зданию слишком броский вид. Компания начала судебный процесс и во время него, в начале Игр, вывесила свои эмблемы, отпечатанные на полотне, так, чтобы их было видно с олимпийского стадиона. За это BMW оштрафовали на 110 тысяч марок. Лишь осенью 1973 года концерн получил разрешение разместить свои логотипы со всех четырёх сторон.
В 1975 году здание «сыграло» заметную роль в американском фантастическом фильме «Роллербол»: там оно изображало офис корпорации «Energy», при этом эмблемы BMW были заменены логотипом этой вымышленной компании — оранжевыми кругами. Кроме того, здание «снималось» в итальянском фильме ужасов «Суспирия» (1977), а стоящий рядом Музей BMW в том фильме стал психиатрической клиникой.
Штаб-квартира BMW оставалась самым высоким зданием Мюнхена с 1972 по 1981 год, пока не было завершено строительство HVB Tower (114 метров).